# سید باقر موسوی جهان‌آباد
سید باقر موسوی جهان‌آباد (زاده ۱۳۴۱ در بویراحمد) سیاستمدار اصلاح‌طلب و نماینده اسبق مردم شهرستان‌های بویراحمد و دنا در دوره‌های پنجم (۱۳۷۸–۱۳۷۴) و ششم (۱۳۸۲–۱۳۷۸) مجلس شورای اسلامی است. وی عضو شورای مرکزی حزب اراده ملت ایران و عضو شورای مرکزی مجمع نمایندگان ادوار مجلس شورای اسلامی است. وی از فرماندهان و مجروحان جنگ ایران و عراق است.
در انتخابات دوره‌های هفتم، هشتم و دهم مجلس شورای اسلامی به دلیل رد صلاحیت توسط <<شورای نگهبان>> از رقابت بازماند.